# Massimo Fabbrizi
Massimo Fabbrizi (San Benedetto del Tronto, 27 agosto 1977) è un tiratore a volo italiano, vincitore di una medaglia d'argento ai Giochi olimpici di Londra 2012. Ha vinto nella sua carriera 10 prove di coppa del mondo, l'ultima nel 2023.

## Record
In carriera ha eguagliato in due occasioni il primato mondiale di fossa olimpica nell'individuale con 125 piattelli colpiti su 125: in Coppa del Mondo a Monaco di Baviera il 15 maggio 2009 ed ai campionati mondiali di tiro di Belgrado 2011. In quella stessa edizione, insieme ai compagni di squadra Giovanni Pellielo e Rodolfo Viganò, ha stabilito anche il primato mondiale nella gara a squadre con 369 su 375.

## Palmarès
- Giochi olimpici

1 argento (trap a Londra 2012).
- Campionati mondiali

2 ori (trap a Lonato 2005; trap a Belgrado 2011).
1 argento (trap a Maribor 2009).
- Campionati europei

2 ori (trap a Lonato 2016; trap a squadre miste a Osijek 2023)
2 argenti (trap a Suhl 2013; trap a Sarlospuszta 2014).
1 bronzo (trap a squadre a Osijek 2023)
- Giochi del Mediterraneo

1 argento (trap a Mersin 2013).
- Campionati europei juniores

2 ori (trap a Tallinn 1996; trap a Sipoo 1997).
1 bronzo (trap a Lahti 1995).